# Hypoplectrus gemma
Hypoplectrus gemma, thường được gọi là cá mú lam, là một loài cá biển thuộc chi Hypoplectrus trong họ Cá mú. Loài này được mô tả lần đầu tiên vào năm 1882.

## Phân bố và môi trường sống
H. gemma có phạm vi phân bố ở Tây Bắc Đại Tây Dương. Loài cá này được tìm thấy tại phía đông nam bang Florida (Hoa Kỳ) và phía bắc Bahamas; trong vịnh Mexico từ Florida Keys và từ Campeche (Mexico) dọc theo phía bắc Yucatan đến phía bắc Cuba; ở biển Caribe, từ phía tây nam Cuba đến Cancun (Mexico). Chúng rất hiếm gặp ở Bahamas. H. gemma sống xung quanh các rạn san hô ở độ sâu khoảng từ 3 đến 20 m.

## Mô tả
Mẫu vật có chiều dài cơ thể lớn nhất ở H. gemma với kích thước được ghi nhận là 13 cm. Toàn cơ thể có màu xanh lam sáng, rất giống với loài cá thia Chromis cyanea. Vây lưng và vây hậu môn có màu xanh nhạt hơn. Vây đuôi trong suốt, rìa trên và dưới màu đen. Vây lưng mềm và vây hậu môn hầu hết không có vảy.
Số gai ở vây lưng: 10; Số tia vây mềm ở vây lưng: 14 - 17; Số gai ở vây hậu môn: 3; Số tia vây mềm ở vây hậu môn: 7; Số gai ở vây bụng: 1; Số tia vây mềm ở vây bụng: 5; Số tia vây mềm ở vây ngực: 13; Số vảy đường bên: 48 - 53; Số lược mang: 17 - 23.
Loài này hiếm khi được đánh bắt trong buôn bán cá cảnh, mặc dù nó có màu sắc hấp dẫn hơn những loài Hypoplectrus khác.